# Tania Davis
Tania Davis (Sydney, 4 luglio 1975) è una violinista e violista australiana.

## Biografia
La Davis ha frequentato la SCEGGS Darlinghurst a Sydney prima di acquisire una laurea con lode presso il Sydney Conservatorium of Music per poi conseguire un diploma post laurea con lode in Esecuzione alla Guildhall School of Music and Drama a Londra. Ha iniziato la sua carriera suonando con l'Australian Chamber Orchestra, la Sydney Symphony e la London Symphony Orchestra. I pezzi che la Davis ha scritto includono Odyssey, contenuto nell'album Shine, e tra i brani che ha arrangiato vi è Señorita, incluso nell'album Classified.
Fa parte del gruppo musicale Bond. Originariamente la violista del quartetto, è diventata la prima violinista quando, nel 2008, la violinista originale Haylie Ecker ha lasciato il gruppo. Elspeth Hanson si è successivamente unita ai Bond nel 2008 come violista. 

## Vita privata
Ha un figlio, di nome Lukas Davis.